# Markus Kavka
Markus Kavka (né en 27 juin 1967 à Ingolstadt) est un disc jockey allemand de musique électronique, animateur de radio et de télévision, critique musical et auteur.

## Biographie

### Jeunesse
Kavka a grandi chez ses parents à Manching (arrondissement de Pfaffenhofen, près d'Ingolstadt) avec son frère cadet Alexander. Enfant et adolescent, il est passionné de football, mais estimera plus tard ne pas avoir assez de talent pour devenir footballeur professionnel. Il fait ses premières expériences dans le secteur des médias à Radio Downtown à Erlangen et à la station de radio Radio IN à Ingolstadt. Après avoir obtenu son baccalauréat en 1987, il commence en 1988 à Erlangen des études de théâtre et de communication ainsi que des études américaines avec une spécialisation dans les nouveaux médias. Pendant ce temps, il travaille pour des stations de radio à Erlangen et Nuremberg, écrit des critiques de concerts et de disques pour des magazines musicaux et des journaux municipaux et passe régulièrement de la musique indépendante dans les clubs Das Boot et Kitsch de Nuremberg et Fürth. En fréquentant régulièrement le club Circus Gammelsdorf, Kavka peut, à la fin des années 1980, élargir ses connaissances en matière de rock et de heavy metal non conventionnels. Après sa thèse de maîtrise sur la télévision régionale dans l'agglomération de Nuremberg, qu'il achève en 1993, il occupe, après une courte période d'orientation, un poste de rédacteur au magazine musical Metal Hammer.

### Télévision
Grâce à son nouveau métier, il noue rapidement des contacts avec la chaîne musicale VIVA. Kavka y présente d'abord l'émission spécialisée Metalla. Il présente ensuite l'émission Wah². Deux ans plus tard, VIVA crée la section 2Rock sur VIVA Zwei, dans laquelle Kavka, tout comme dans 2New, travaille comme producteur en plus de son travail de VJ désormais obligatoire. En 2000, la disparition de VIVA Zwei se profile (remplacée par VIVA Plus), mais Kavka reçoit en l'espace d'un mois une offre du concurrent MTV Allemagne et se met immédiatement au travail. Son style vestimentaire reste dans la lignée de la couleur noire gothique et des cheveux longs.
Les premiers mois chez le nouvel employeur se passent de manière productive, si bien qu'en août de la même année, le projet MTV News — de et avec Markus Kavka — est diffusé. En mars 2001, il continue à diffuser le magazine alternatif MTV Spin, dans lequel il parle pendant une heure des genres et des groupes qui ne figurent pas dans les hit-parades et présente leurs œuvres. Il dirige les MTV Music Awards, des reportages sur des festivals comme Rock am Ring et 20 Years on MTV. Cette dernière, prévue en 2001 comme un événement unique pour le 20e anniversaire de MTV, est reproduite après son succès durable et diffusée en cinq saisons jusqu'en 2004. En 2006, il présente l'émission 25 Years on MTV pour le 25e anniversaire de la chaîne. En 2002, il déménage à Berlin, où se trouve également le siège allemand de MTV.
En 2005, il anime MTV Rockzone et continue à présenter l'émission MTV Spin, qui prend toutefois fin en décembre de la même année. Dans son discours d'adieu et de remerciement aux téléspectateurs, Kavka déclare que son œuvre était à suivre sur Rockzone et qu'elle était loin d'être finie. Comme d'autres présentateurs de MTV/VIVA avant lui, Kavka accepte désormais des commandes d'autres chaînes de télévision. Fin 2007, il fait une chronique vidéo pour l'émission d'actualité Polylux de la RBB. Depuis octobre 2008, MTV Rockzone n'est plus présentée. Le 18 janvier 2009, Kavka présente pour la ZDF l'émission Wahl im Web, diffusée sur Internet et sur la chaîne d'information ZDF, à l'occasion des élections régionales en Hesse. Kavka présente également cette émission lors des élections régionales en Sarre, en Thuringe et en Saxe, ainsi que lors des élections fédérales de 2009. En 2009, il présente le Bayerischen Fernsehpreis avec Steffen Seibert.
Entre le 28 octobre 2009 et 2013, Kavka présente pendant 4 saisons l'émission Number One ! pour kabel eins. Des stars internationales de la pop et du rock y font l'objet d'un portrait, notamment à travers des interviews. De même, sur Internet, l'émission est prolongée en NumberOne.web. En février 2012, il est annoncé que Kavka présenterait des épisodes nouvellement produits de son émission Number One ! chaque semaine sur ZDFkultur à partir de septembre 2012. Au printemps 2013, Kavka présente la série Bier on Tour sur Servus TV en collaboration avec le « pape de la bière » Conrad Seidl.
Depuis mars 2014, Markus Kavka présente le nouveau format Unicato de la chaîne de télévision Mitteldeutscher Rundfunk, diffusé chaque premier mercredi du mois sur la chaîne MDR Fernsehen.
En mai 2015, il présente avec Jennifer Weist (chanteuse du groupe Jennifer Rostock) un épisode de l'émission Update Deluxe sur la chaîne de télévision musicale Deluxe Music. À partir de décembre 2015 et jusqu'en 2020, Markus Kavka présente sur Deluxe Music le format KAavka Deluxe avec des histoires personnelles sur des clips musicaux sélectionnés. En juin 2015, il présente pour RTL Nitro toutes les émissions consacrées aux matchs de football des qualifications pour l'Euro 2016. En juillet 2015, il est interviewé par Michael Kessler dans sa série Kessler ist .... Le 1er août 2015, il présente l'émission Wacken Live sur 3sat.
Depuis 2020, il présente l'émission Update Deluxe sur Deluxe Music, et depuis novembre 2021 en collaboration avec Rola. En 2023, le documentaire Viva - Zu geil für diese Welt! sort dans la médiathèque de l'ARD, où il apparaît comme commentateur.

### Radio
Depuis janvier 2017, Markus Kavka renforce l'équipe d'animateurs de la station de radio egoFM. En mars 2019, Kavka lance la radio numérique 80s80s Wave, dont il est le parrain.

### Carrière de DJ

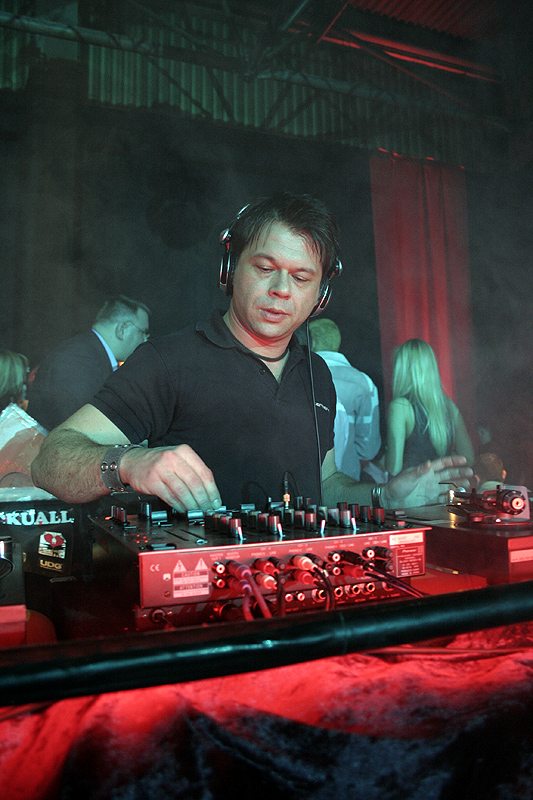
Markus Kavka en session DJ (2006).

Kavka découvre la musique électronique à la fin des années 1990, lorsqu'il fréquente les soirées du label discographique Kompakt à Cologne, où se trouve alors son centre d'intérêt en tant qu'animateur de télévision de Viva Zwei. En outre, Kavka est lui-même DJ depuis le début du millénaire. Il publie régulièrement des extraits de ses DJ sets sur Internet. Après une pause pendant ses premières années à la télévision, il reprend ses activités de DJ après la fin de VIVA Zwei. Contrairement aux années précédentes, où il joue principalement de la musique indépendante, il préfère alors jouer de la house ou de la techno. Même si on le trouve principalement à Berlin et à Munich en tant que DJ, sa musique est aussi entendue de temps en temps dans d'autres villes, comme chaque année au festival de disco de Kassel ou dans le cadre du Melt! Festival qui a lieu près de Dessau. Dans le sud de l'Allemagne, il collabore le plus souvent avec le VJ Herbert Dorfner.

### Carrière d'auteur
En février 2007, son premier livre Elektrische Zahnbürsten paraît aux éditions Berlin-Verlag (chroniques du portail zuender.zeit.de, pour lequel Kavka écrit régulièrement). En août 2007 suit la publication du livre Mach mir mal ne Nudelsuppe, bevor ich besudel dich, Puppe ! chez Rowohlt (avec Caroline Korneli). En août 2008, Kavka publie son troisième livre Hamma wieder was gelernt : über das Erwachsenwerden - une analyse auto-dérisoire du passage à l'âge adulte. En mars 2011, son premier roman Rottenegg paraît aux éditions Rowohlt. Le roman est en partie autobiographique et décrit un scénario de province et de grande ville. Markus Kavka présente ce livre à la foire du livre de Leipzig 2011 sur le « Sofa bleu » (Blauen Sofa) de la ZDF et lors d'une lecture en direct sur MDR-Sputnik.
En octobre 2020, il publie le livre Depeche Mode, dans lequel il parle de sa relation de fan avec ce groupe et de ses rencontres en tant que journaliste avec le groupe.

### Kavka vs. the Web
En 27 février 2009, Markus Kavka produit sa propre émission sur Internet, intitulée Kavka vs. the Web, sur le réseau social Myspace. Ici, tous les vendredis, l'animateur présente en sept minutes des groupes, des musiciens et des personnes qu'il avait lui-même découverts sur le web et joue en même temps, dans des interludes comiques, des cow-boys, des ouvriers du bâtiment et des super-héros dans leur « combat quotidien avec la société 2.0 ». Dans la deuxième saison, les vidéos peuvent toujours être visionnées à partir du mardi sur Myspace. Elles ne sont plus visionnables depuis 2012.

## Vie personnelle
Depuis 2015, Kavka est marié à l'animatrice radio Babette Conrady. Le couple vit et travaille à Berlin. 

## Distinctions
- 2008 : Grimme Online Award
- 2010 : Innovationspreis „Menschen bewegen Medien“
- 2010 : Nominierung Grimme-Preis
- 2011 : Bayerischer Fernsehpreis